# Bonobo (artista)
Simon Green (Leeds, Yorkshire; 30 de marzo de 1976), conocido artísticamente como Bonobo, es un productor, compositor, músico y DJ británico que vive en Los Ángeles. Debutó como artista musical en 2000 con el álbum Animal Magic, el cual se encasilla dentro del género electrónico trip hop, y a partir de ello ha experimentado otros ritmos musicales en anacrusa o con jazz y música universal. Sus sonidos electrónicos incorporan el empleo de instrumentación orgánica los cuales son reproducidos por una banda en vivo en sus conciertos. Ha trabajado con varios artistas, ha grabado con varios nombres artísticos como Mr. Blue y como Nirobi and Barakas bajo el sello discográfico Tru Thoughts.

## Carrera musical

### 2000-2009
En 2000, cuando contaba con 24 años de edad, se trasladó a Brighton donde compuso y lanzó su álbum debut Animal Magic con la discográfica Tru Thoughts. Con este álbum, completamente producido por él, se convirtió en uno de los pioneros del new downtempo y su música relajante cautivó al ambiente de la música electrónica, junto a varias discográficas importantes. En 2001 publicó el tema «Terrapin» con el nombre artístico de Bonobo, una referencia a la especie de chimpancés homónima, la cual se incluyó en la recopilación When Shapes Join Together del sello Tru Thoughts. Ese mismo año firmó un contrato con Ninja Tune y en 2003, después de publicar un solo álbum de remezclas con Tru Thoughts en 2002, lanzó el álbum Dial 'M' For Monkey.
En 2005, contribuyó a la serie Solid Steel con su álbum Bonobo Presents Solid Steel: "It Came From The Sea". La fecha de lanzamiento fue programada para el 10 de octubre de 2005 pero fue prematuramente lanzado una semana antes. El disco contenía una mezcla de varias pistas exclusivas como también remezclas y reediciones.
El álbum, titulado Days to Come fue lanzado el 2 de octubre de 2006. El primer sencillo del álbum, "Nightlite", que tiene como vocalista a Bajka, fue lanzado el 14 de agosto de 2017.
Days To Come fue votado mejor álbum del 2006 por los oyentes de Gilles Peterson.

## Estilo
Bonobo utiliza una amplia variedad de estilos —principalmente étnicos— en su música combinada con heavys, a menudo complejos Basslines.
Su música se desarrolla linealmente en general, con nuevos elementos, tales como Basslines o de percusión en uno tras otro. 
En "Days To Come", mezcla sonidos teniendo como trasfondo a la vocalista Bajka, quien utiliza con frecuencia la armonía para crear un sonido polifacético.

## Discografía
- Animal Magic (2000, Tru Thoughts; 2001, Ninja Tune)
- Sweetness (bootleg) (2002)
- One Offs... Remixes & B-Sides (2002, Tru Thoughts)
- Dial 'M' For Monkey (2003, Ninja Tune)
- Live Sessions EP (2005, Ninja Tune)
- Bonobo Presents Solid Steel: "It Came From The Sea" (3 de octubre de 2005, Ninja Tune)
- Days To Come (octubre de 2006)
- Bonobo Live At Koko (2009, DVD)
- Black Sands (2010, CD)
- The North Borders (2013, CD)
- Late Night Tales (2013)
- Flashlight E.P. (2014)
- Migration (2017)
- Fragments (2022)